# Leopold Bähr

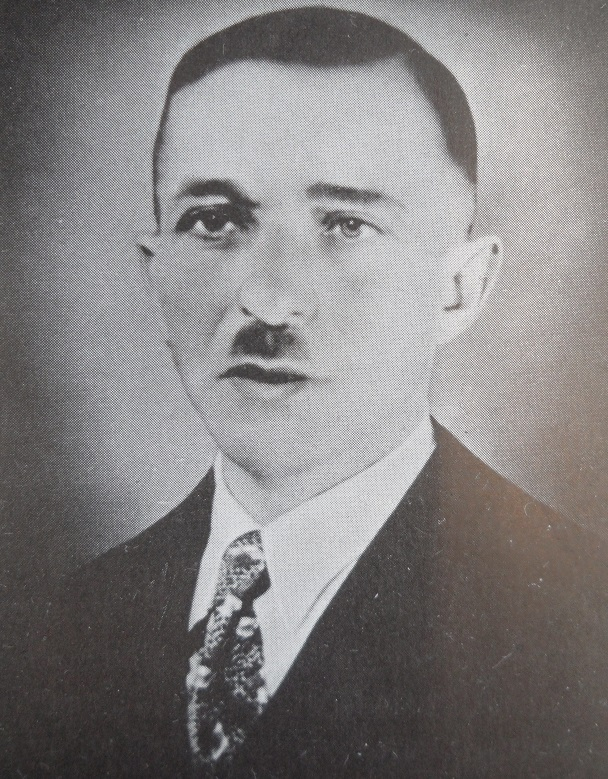
Leopold Bähr

Leopold Bähr (* 7. September 1897; für tot erklärt am 8. Mai 1945) war ein deutscher Jude und Bürger der Stadt Brühl (Rheinland).
Bähr war der Sohn von Simon Bähr und Regina (geb. Hertz). Er arbeitete in Brühl als Anstreicher und Altwarenhändler. 1920 heiratete er die nichtjüdische Chlothilde Römbell.
Anfang September 1938 flüchtete Bähr nach Brüssel. Nachdem die Deutschen Brüssel eingenommen hatten, floh er weiter nach Frankreich.  Dort wurde er im Camp de Gurs interniert und am 4. August 1942 mit dem 28. Transport vom Sammellager Drancy aus deportiert. Er ist im Vernichtungslager Auschwitz  verschollen. Am 8. Mai 1945  wurde er für tot erklärt.
Seine Ehefrau Chlothilde lebte, nachdem ihr Mann geflüchtet war, mit ihren Kindern zunächst weiter in Brühl. Als Ehefrau eines Juden sollte sie im September 1944 in ein Lager nach Hannover deportiert werden. Sie konnte sich jedoch der Deportation entziehen und mit ihrer Tochter Marlis und ihrem Neffen Josef Breuer in Teichröda, Thüringen, als Evakuierte untertauchen.
Bährs Söhne und dessen Bruder wurden als sogenannte „Halbjuden“ im September 1944 in ein Arbeitslager nach Thüringen verschleppt. Im März 1945 konnten sie flüchten und ihre Mutter in Teichröda aufsuchen. Nach Kriegsende kehrten sie mit ihrer Mutter und ihrer Schwester Marlis im Sommer 1945 nach Brühl zurück

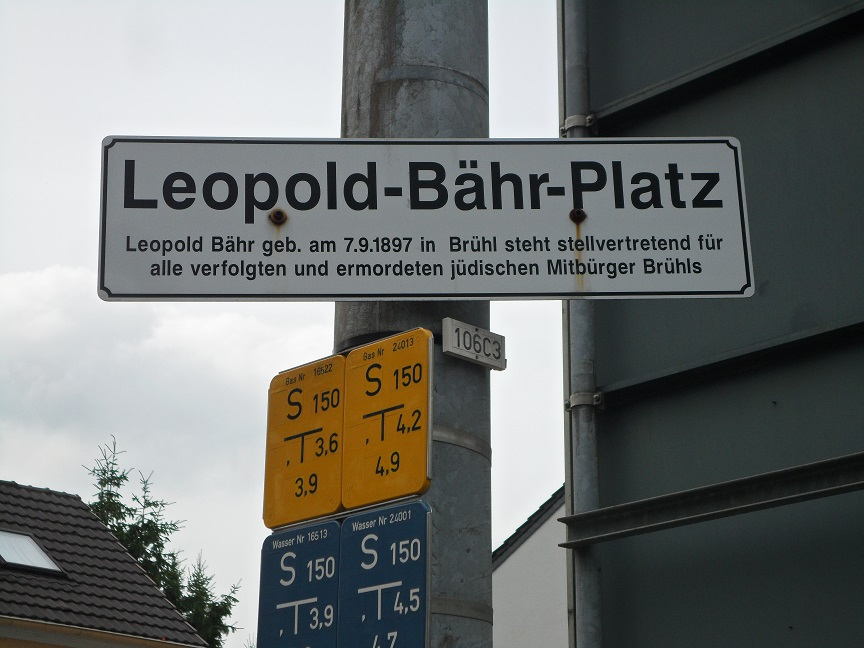
Leopold-Bähr-Platz in Brühl

Nach Leopold Bähr wurde die Kreuzung am jüdischen Friedhof in Brühl (Rheinland) stellvertretend für alle verfolgten und ermordeten jüdischen Mitbürger Brühls in Leopold-Bähr-Platz benannt.